# Elastica
Elastica fou un grup de música britànic de rock alternatiu, que interpretaven un estil derivat del punk rock. Foren coneguts sobretot pel seu primer àlbum d'estudi Elastica publicat el 1995 amb singles que foren popularitzats als Estats Units, el Regne Unit i Espanya.

## Història
A mitjans de l'any 1992 els antics membres de Suede Justine Frischmann i Justin Welch decidiren formar un grup. A la tardor d'aquell any s'hi afegiren la baixista Annie Holland i la guitarrista Donna Matthews, antiga membre de The Darling Buds. Després dels assajos, gravacions i actuacions inicials amb els noms de "Vaseline" i "Onk", la banda adoptà el nom d'"Elastica" a principis de 1993 a causa d'amenaces legals de The Vaselines.
El 1993 Elastica publicà el seu primer single "Stutter", que es beneficià de la campanya promocional duta a terme per Steve Lamacq, DJ de la BBC Radio 1 i directiu del segell discogràfic Deceptive Records, que havia descobert la banda a principis d'aquell any. El 1994, Elastica publicà dos singles que arribaren al Top 20 de les llistes del Regne Unit, "Line Up" i "Connection", i actuaren en nombrosos programes de ràdio. A més, la relació sentimental de Frischmann amb Damon Albarn, cantant de Blur, arribà als titulars dels tabloides, fent publicitat indirecta de la formació.
El primer LP d'Elastica, l'homònim Elastica, fou publicat el març de 1995 i arribà al número 1 de les llistes del Regne Unit i arribà a ser l'àlbum de debut amb la venda més ràpida de la història del Regne Unit. L'àlbum fou precedit pel seu quart single "Waking Up" que arribà al número 13 del rànquing de singles del Regne Unit (UK Singles Chart).
La banda fou objecte de controvèrsia quan Wire, banda de post-punk de les que Elastica deien que eren una de les seves diverses influències, els demandaren per plagi. Wire reclamaven que diverses de les melodies d'Elastica foren preses de les composicions de Wire. Notablement, el tema de Wire "I Am the Fly" té uns acompanyaments vocals similars als de "Line Up" d'Elastica i la "intro" de sintetitzador del tema "Connection" (repetida més tard per la guitarra) és calcada al "riff" de guitarra al tema de Wire "Three Girl Rhumba" tot i que transposada un semitò. The Stranglers també comentà que el tema d'Elastica "Waking Up" guardava una marcada ressemblança a la seva cançó "No More Heroes".
Als EUA "Connection" i "Stutter" foren emesos en emissores de rock modern i foren incloeses a les llistes de vendes pop rebent la certificació d'or (gold). Després d'actuar el 1995 al Festival de Glastonbury, la banda actuà a la gira de Lollapalooza continuant un any d'actuacions constants. Argüint cansament la baixista inicial, Annie Holland, abandonà la formació a principis d'agost del 1995 i fou substituïda per la resta de gira pel baixista d'estudi Abby Travis. Holland no fou permanentment substituïda fins a l'arribada de Sheila Chipperfield a la primavera de 1996. També s'incorporà en aquells temps el teclista David Bush, antic membre de The Fall.
Després de tocar en més concerts i granvant demos amb nou material durant el primer semestre de 1996, Elastica entrà a l'estudi de gravació a les darreries d'aquell any per començar a treballar en el seu segon àlbum. A finals de 1998, la guitarista Donna Matthews havia abandonat la formació. Fou reemplaçada pel guitarrista Paul Jones i la teclista Sharon Mew. També per aquell temps Chipperfield fou reemplaçat amb la baixista original, Annie Holland.
El 1999 es publicà un EP de sis pistes aparegut l'agost de 1999 com a tribut dels "anys perduts" de la banda. Aquest recollia diverses d'aquestes gravacions de les múltiples sessions avortades. Aquest EP fou el primer material publicat en quatre anys. Després de tornar a gravar la majoria d'aquestes cançons a mitjans de l'any 1999, juntament amb noves composicions, la banda interpretà les primeres actuacions en anys. El seu segon àlbum, The Menace, fou publicat l'abril del 2000. Després de la publicació del single "The Bitch Don't Work" el 2001, la banda anuncià la seva amigable dissolució.

## Membres

### Membres oficials
- Justine Frischmann - Cantant i guitarrista.
- Donna Matthews - Guitarrista i veus (1992-1998).
- Annie Holland - Baixista (1992-1995 i 1999-2001).
- Justin Welch - Baterista.
- David Bush - Teclats (1996-2001).
- Sheila Chipperfield - Baixista (1996-1998).
- Paul Jones - Guitarrista (1998-2001).
- Sharon Mew - Teclats i cantant (1999-2001).

### Membres esporàdics
- Abby Travis - Baixista (Gira de 1995/1996).
- Damon Albarn - Teclats (1995, 1999) (acreditat amb el pseudònim "Dan Abnormal", anagrama del seu nom, a Elastica i com a "Norman Balda" a The Menace).
- Antony Genn - Teclats (Gira de 1995/1996).

## Discografia

### Àlbums d'estudi
| Any. | Detalls de l'àlbum.                                                     | Posicions màximes assolides. | Posicions màximes assolides. | Posicions màximes assolides. | Posicions màximes assolides. | Posicions màximes assolides. | Certificats.                      |
| Any. | Detalls de l'àlbum.                                                     | UK                           | CAN                          | NZ                           | SWE                          | US                           | Certificats.                      |
| ---- | ----------------------------------------------------------------------- | ---------------------------- | ---------------------------- | ---------------------------- | ---------------------------- | ---------------------------- | --------------------------------- |
| 1995 | Elastica - Publicació: 13 de març de 1995. - Segell: Deceptive/Geffen   | 1                            | 31                           | 20                           | 34                           | 66                           | - UK: Gold - CAN: Gold - US: Gold |
| 2000 | The Menace - Publicació: 3 d'abril de 2000 - Segell: Deceptive/Atlantic | 24                           | —                            | —                            | —                            | —                            |                                   |

### Compilacions/EPs
- Elastica 6 Track EP (23 d'agost de 1999).
- The Radio One Sessions (29 d'octubre de 2001).

### Singles
| Any  | Tema                   | Posicions màximes assolides. | Posicions màximes assolides. | Posicions màximes assolides. | Posicions màximes assolides. | Posicions màximes assolides. | Àlbum                        |
| Any  | Tema                   | UK                           | CAN                          | US                           | US Mod                       | US Main                      | Àlbum                        |
| ---- | ---------------------- | ---------------------------- | ---------------------------- | ---------------------------- | ---------------------------- | ---------------------------- | ---------------------------- |
| 1993 | "Stutter"              | —                            | —                            | —                            | —                            | —                            | Elastica                     |
| 1994 | "Line Up"              | 20                           | —                            | —                            | —                            | —                            | Elastica                     |
| 1994 | "Connection"           | 17                           | —                            | —                            | —                            | —                            | Elastica                     |
| 1995 | "Waking Up"            | 13                           | —                            | —                            | —                            | —                            | Elastica                     |
| 1995 | "Connection" [A]       | 175                          | 9                            | 53                           | 2                            | 40                           | Elastica                     |
| 1995 | "Stutter" [A]          | —                            | —                            | 67                           | 10                           | —                            | Elastica                     |
| 1995 | "Car Song"             | —                            | —                            | —                            | 33                           | —                            | Elastica                     |
| 2000 | "Mad Dog God Dam"      | 44                           | —                            | —                            | —                            | —                            | The Menace                   |
| 2001 | "The Bitch Don't Work" | 87                           | —                            | —                            | —                            | —                            | Single no inclòs a cap àlbum |

Publicat a ^ Amèrica del Nord.